# Willem Hupkes (Nederlandse Spoorwegen)
Willem Hupkes (Arnhem, 12 mei 1880 - Bilthoven, 11 maart 1965) was een Nederlands ingenieur en topfunctionaris, die tijdens de Tweede Wereldoorlog (president-) directeur was van de Nederlandse Spoorwegen (NS) en een leidende rol had in het uitroepen van de tegen de Duitse bezetting gerichte Spoorwegstaking van 1944.

## Levensloop

### Spoorwegcarrière
Na de HBS in Arnhem studeerde Hupkes van 1898 tot 1904 werktuigbouwkunde aan de Polytechnische School te Delft (tegenwoordig de Technische Universiteit Delft). In 1904 trad hij in dienst bij de Hollandsche IJzeren Spoorweg-Maatschappij (HSM), waar hij in de functie van ingenieur de opdracht kreeg een stoomlocomotief voor sneltreinen te ontwerpen. Deze serie HSM 500, later NS 2100, is tot in de jaren vijftig in dienst gebleven.
Na de fusie tussen HSM en SS tot Nederlandse Spoorwegen werd Hupkes in 1920 adjunct-chef en in 1928 chef van de Dienst van Materieel en Werkplaatsen, waarbij hij zich vooral bezighield met de ontwikkeling van nieuwe tractievormen, zoals motortractie en elektrificatie. Hij speelde een leidende rol bij de introductie van de "diesel-drie"-stroomlijntreinstellen in 1934, waarmee een belangrijke stap werd gezet naar de modernisering van het NS-bedrijf.
In 1938 werd Hupkes opgenomen in de NS-directie, nadat de post van president-directeur, waarop hij had gerekend, gegaan was naar de niet uit het spoorwegbedrijf voortkomende Jan Goudriaan. Toen deze het doelwit werd van een lastercampagne ontstond tussen beide mannen een animositeit die voortduurde tot na de Tweede Wereldoorlog en die naast de persoonlijke en karakterologische verschillen ook een inhoudelijke kant had. Goudriaan had als voortvarend en ongeduldig econoom duidelijke ideeën over noodzakelijke veranderingen in de bedrijfsvoering, terwijl voor de ervaren spoorman Hupkes de ontwikkelingen veel geleidelijker zouden moeten gaan, een opvatting die het op traditie ingestelde personeel met hem deelde.

### Oorlogsjaren
Hupkes was in de Tweede Wereldoorlog waarnemend president-directeur van de Nederlandse Spoorwegen, na de arrestatie en het daaropvolgende ontslag van Goudriaan door de Duitse bezetters. Aan hem was de moeilijke taak het spoorwegbedrijf gaande te houden door enerzijds de bezetters te vriend te houden (hij droeg de NS-werknemers op loyaal te zijn aan de nieuwe machthebbers) en anderzijds het personeel te beschermen. Door de Duitsers - die beseften hoeveel vertrouwen hij genoot bij het overgrote deel van het personeel - slim uit te spelen, wist hij zijn personeelsleden te behoeden voor Arbeitseinsatz in Duitsland. Dankzij hem hebben de bezetters geen greep op het spoorwegbedrijf kunnen krijgen, al kwam de NS er niet onderuit diensten voor de Duitsers te verrichten. Zo werden materieel en personeel van de NS ingezet voor de deportatie naar de concentratiekampen.
Aan de april-meistaking 1943 werd niet meegedaan door het spoorwegpersoneel. Een jaar later, bij de spoorwegstaking van 1944, staakte dat personeel wel, mede doordat Hupkes inzag dat die enkel zou slagen als het draagvlak onder het personeel vergroot zou worden door een oproep van de Nederlandse regering in Londen. Hij spande zich in om dit te realiseren. Na een oproep van Radio Oranje op 17 september 1944 (via het codebericht "De kinderen van Versteeg moeten onder de wol", waarbij Versteeg verwees naar de schuilnaam van Hupkes), legden 30.000 personeelsleden van de NS het werk neer. De Duitsers hadden gewaarschuwd dat een staking de voedselvoorziening in gevaar zou brengen. Ze maakten dat dreigement waar: terwijl Duitse militairen met ingereden treinen eigen transporten verzorgden, leed vooral het westen van Nederland onder de Hongerwinter. Het staat echter ook vast dat de staking de Duitse oorlogsmachine heeft gehinderd, en een stimulans betekende voor het Nederlandse verzet.

### Na de oorlog
Hoewel hij de pensioenleeftijd al bereikt had, was Hupkes na de bevrijding nog van juni 1945 tot 1 januari 1947 president-directeur van de NS, opnieuw als opvolger van Goudriaan. Die had in 1944-45 leiding gegeven aan het herstel van het spoorwegnet in het bevrijde zuiden van Nederland, maar werd als te controversieel beschouwd om weer permanent aan het hoofd te staan. Hijzelf beschouwde Hupkes als de kwade genius achter dit besluit. Het was Hupkes' taak de oorlogsschade te herstellen en een begin te maken met de wederopbouw van het NS-bedrijf, die vervolgens door zijn opvolger F.Q. den Hollander ter hand werd genomen. Hupkes trad toen toe tot de Raad van commissarissen van de NS.
Na de oorlog werd Hupkes benoemd tot Grootofficier in de Orde van Oranje-Nassau, en ontving hij van de Amerikaanse regering de Medal of Freedom with silver palm. In 1946 werd hij doctor honoris causa aan de Technische Hogeschool Delft. De spoorbrug over de Waal bij Zaltbommel werd naar hem hernoemd (de Dr. W. Hupkesbrug).

## Persoonlijk
Willem Hupkes' ouders waren Johannes Hupkes, zakenman, en Antonia Margaretha Hardeman. Hij was drie maal getrouwd: achtereenvolgens met Catharina Antoinette Francine de Haan (1906-'12), Julie Marie Bauer (1913-'59) en Eva Julia Wagner (1960-'65). Hij had drie kinderen uit zijn eerste huwelijk en vier uit zijn tweede.

## Publicaties
- Nieuwe sneltreinlocomotieven der H.IJ.S.M.. In: De Ingenieur, jrg. 31, 1916, p. 213-226.
- Benzine-motorrijtuigen der Nederlandsche Spoorwegen. In: De Ingenieur, jrg.  40, 1925, p. 25-40.
- Werkplaatsbeheer bij de Nederlandsche Spoorwegen. In: De Ingenieur, jrg. 46, 1931, p. 115-124.
- Nieuwjaarsredevoeringen tijdens oorlogstijd gehouden door ir. W. Hupkes, 1941-1945. Brochure, [z.j.].